# Ida Ou Aazza
Ida Ou Aazza (àrab ايذا وعزا) és una comuna rural de la província d'Essaouira de la regió de Marràqueix-Safi. Segons el cens de 2014 tenia una població total de 7.923 persones.